# Penny Dreadful (2006)
Penny Dreadful is een Amerikaanse thriller/horrorfilm uit 2006 onder regie van Richard Brandes.

## Verhaal
Penny Deerborn (Rachel Miner) verloor haar ouders bij een auto-ongeluk en ontwikkelde daardoor een enorme fobie voor auto's. Om haar hiervan af te helpen, confronteert haar therapeute Orianna Volkes (Mimi Rogers) haar met haar angst. Ze neemt Penny op de passagiersstoel mee tijdens een autoritje, terwijl ze rustig op haar blijft inpraten.
Nabij de bossen rijdt Orianna een lifter aan (Liz Davies). Deze ondervindt daarvan tot Orianna's opluchting niet al te veel ongemak. Blij dat de lifter niet over de politie begint, geeft ze die een lift naar de camping waar die naartoe wil. De lifter neemt achterin plaats met de capuchon voor de ogen en zegt geen woord. De camping blijkt gesloten, maar de lifter stapt er niettemin uit. Orianna en Penny rijden opgelucht weg, blij dat ze van het vreemde figuur af zijn.
Niet veel verder blijkt de lifter een vleespin in Orianna's band gestoken te hebben, die daarop leeggelopen is. Ze stapt uit om een stukje naar de grote weg te lopen, hopend dat haar telefoon daar bereik heeft. Ze vraagt Penny een paar minuten te blijven zitten, maar komt niet meer terug. Als Penny uitstapt om te gaan kijken, valt ze en raakt ze bewusteloos.
Penny komt weer bij bewustzijn in de auto. Op de bestuurdersstoel zit de dode Orianna. De wagen is zo tussen twee bomen geparkeerd dat beide deuren van de auto niet ver genoeg meer open kunnen om uit te stappen. Penny zit met haar autovrees en een lijk opgesloten in de wagen, op een plaats waar geen mens in de buurt komt.

## Trivia
- Gaandeweg de film verandert de wagen waarin Penny opgesloten zit twee keer van nummerbord.
- Horrorfilmveteraan Michael Berryman verschijnt kort als werknemer op het benzinestation.